# Калмиково (Моргауський район)
Калми́ково (рос. Калмыково, чув. Калмăккасси) — присілок у Чувашії Російської Федерації, у складі Москакасинського сільського поселення Моргауського району.
Населення — 121 особа (2010; 118 в 2002, 138 в 1979; 189 в 1939, 232 в 1926, 245 в 1906, 111 в 1858). Національний склад — чуваші, росіяни.

## Історія
Історичні назви — Калмики (до 1935 року), Великий Терес, Тересі, Калмиккаси. Утворився як виселок присілку Середня Ачкарень (нині не існує), потім як околоток села Ахманеї. До 1866 року селяни мали статус державних, займались землеробством, тваринництвом, бондарством, виробництвом возів та взуття. 1929 року утворено колгосп «Сталь». До 1920 року присілок перебував у складі Татаркасинської волості Козьмодемьянського, а до 1927 року — Чебоксарського повіту. 1927 року присілок переданий до складу Татаркасинського району, 1939 року — до складу Сундирського, 1962 року — до складу Чебоксарського, 1964 року — до складу Моргауського району.

## Господарство
У присілку діють фермерське господарство «Передовик» та магазин.